# Taihu-Steine

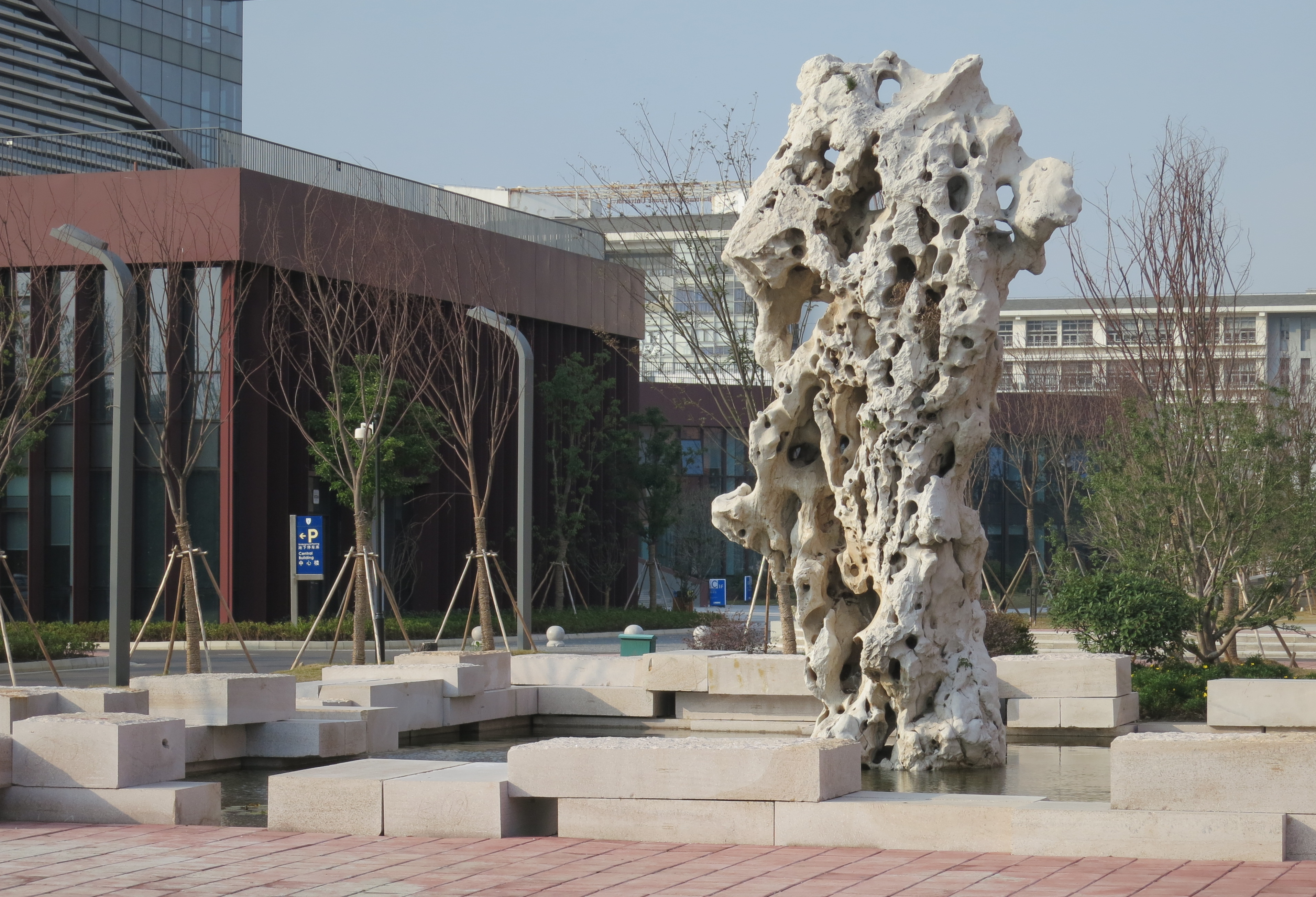
Taihu-Stein auf dem Campus der Xi’an Jiaotong-Liverpool University in Suzhou

Taihu-Steine (chinesisch 太湖石, Pinyin Tàihúshí) sind bizarr geformte Felsen, die einzeln oder in Anhäufungen chinesische Gärten zieren. 
Sie bestehen aus porösem Kalkgestein, das meistens von der Westberg-Insel im Taihu-See stammt. Sie wurden für mehrere Jahre in den See gelegt und dem Wasser ausgesetzt. Auf diese Weise entstanden löcherige, bizarre Formen.

## Bildgalerie

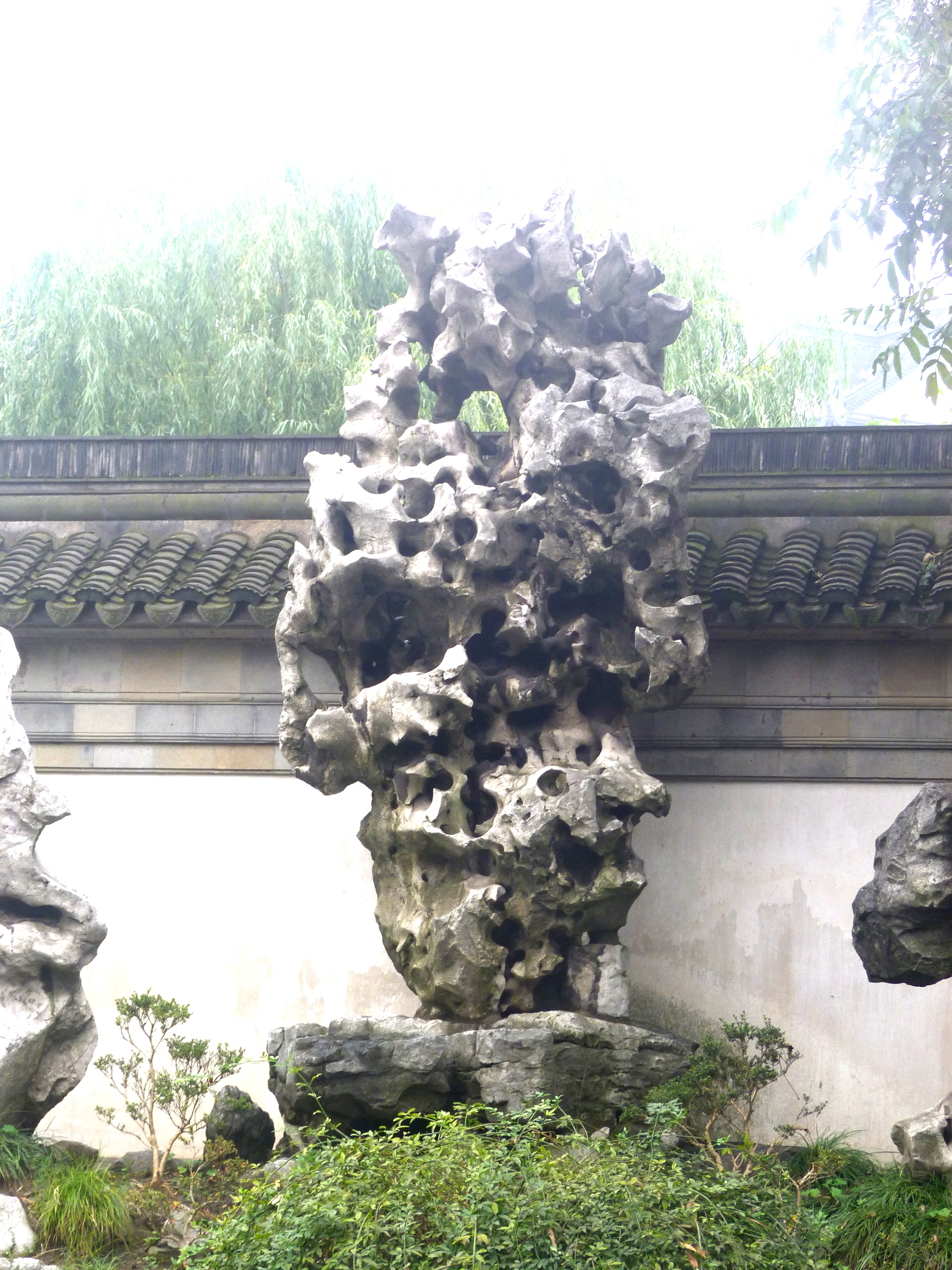
Taihu-Stein im Yu-Garten, Shanghai
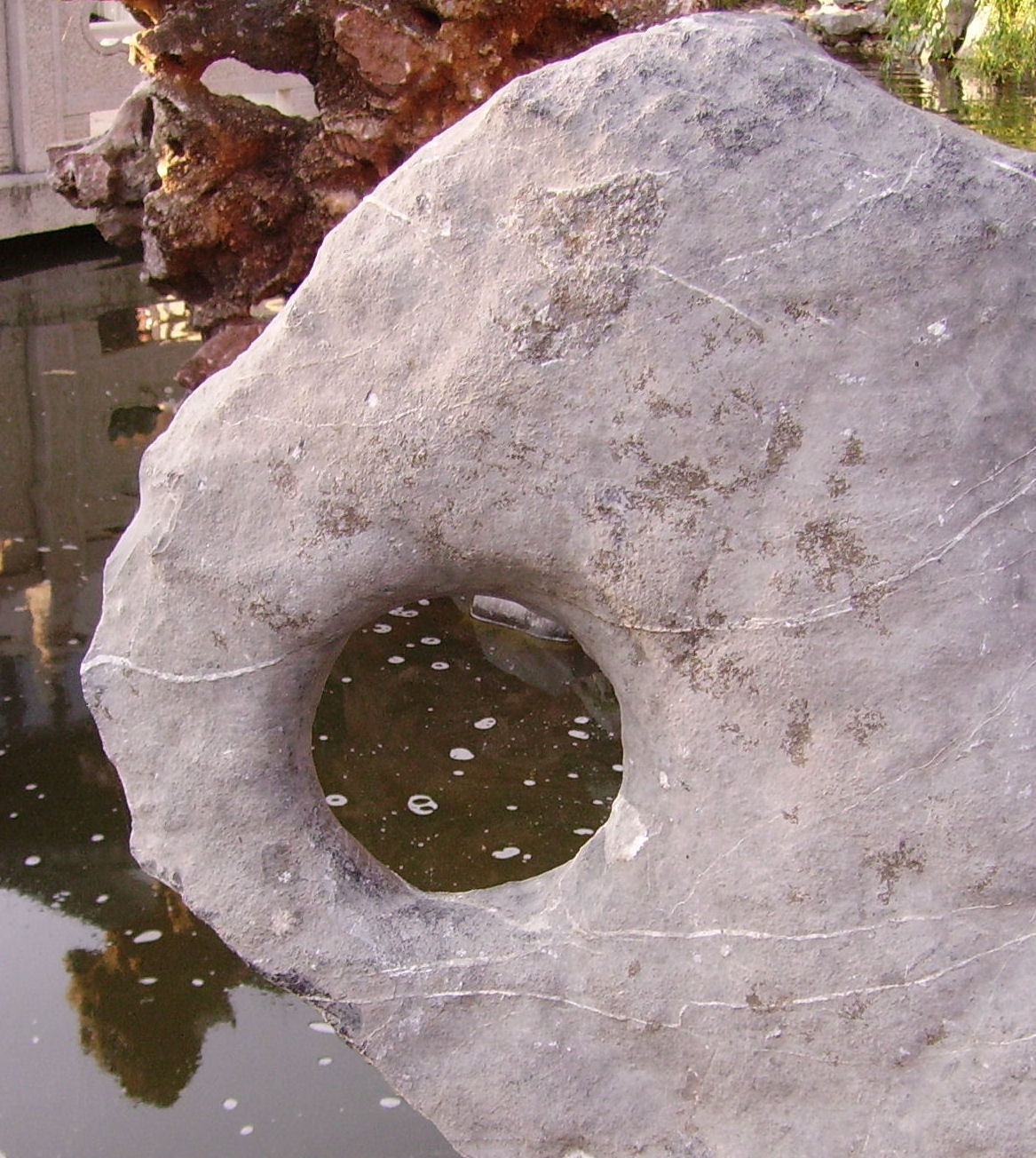
Taihu-Stein im Garten der vielen Ansichten, Mannheim
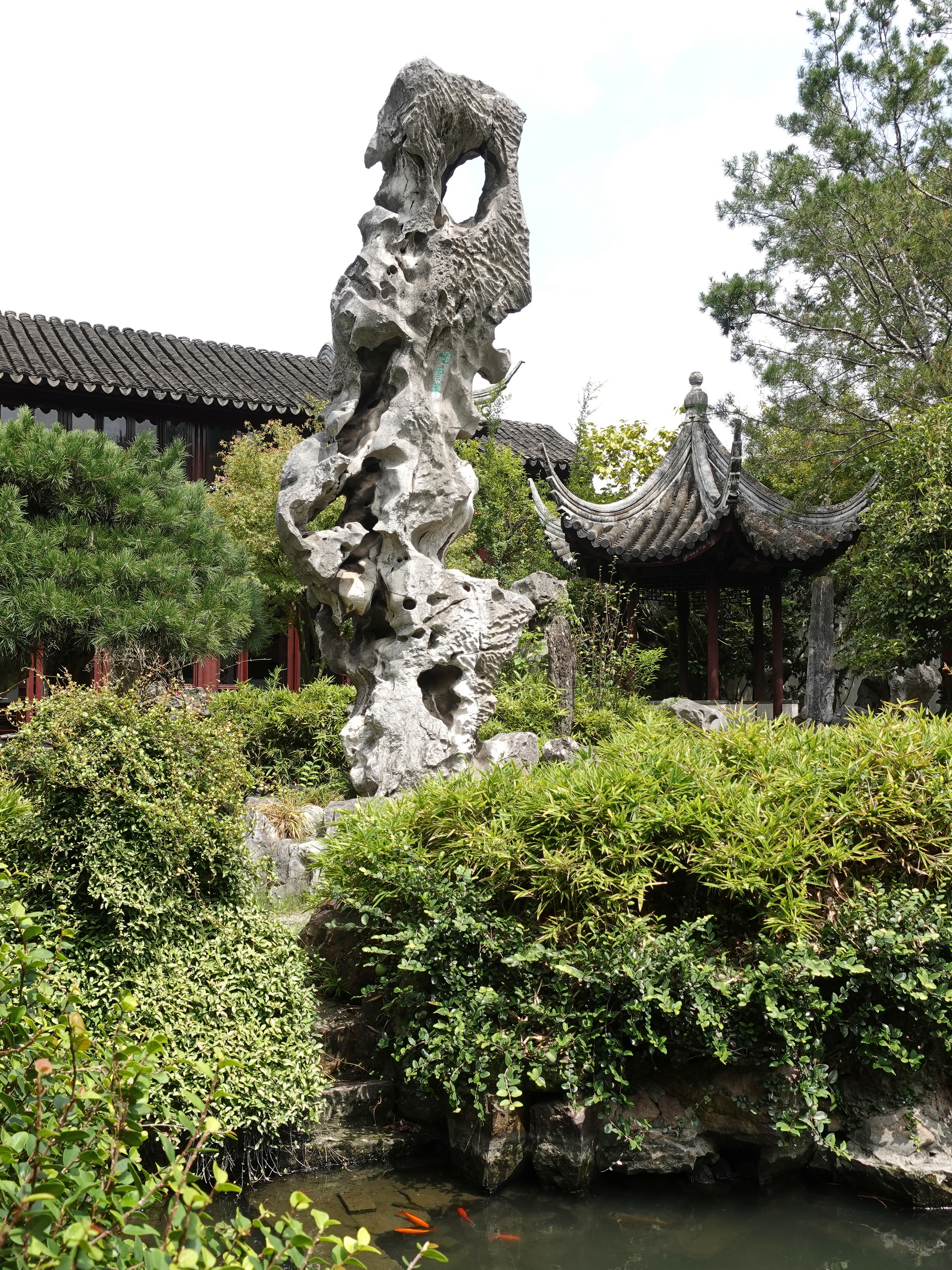
Liu-Garten Cloud-Capped Peak
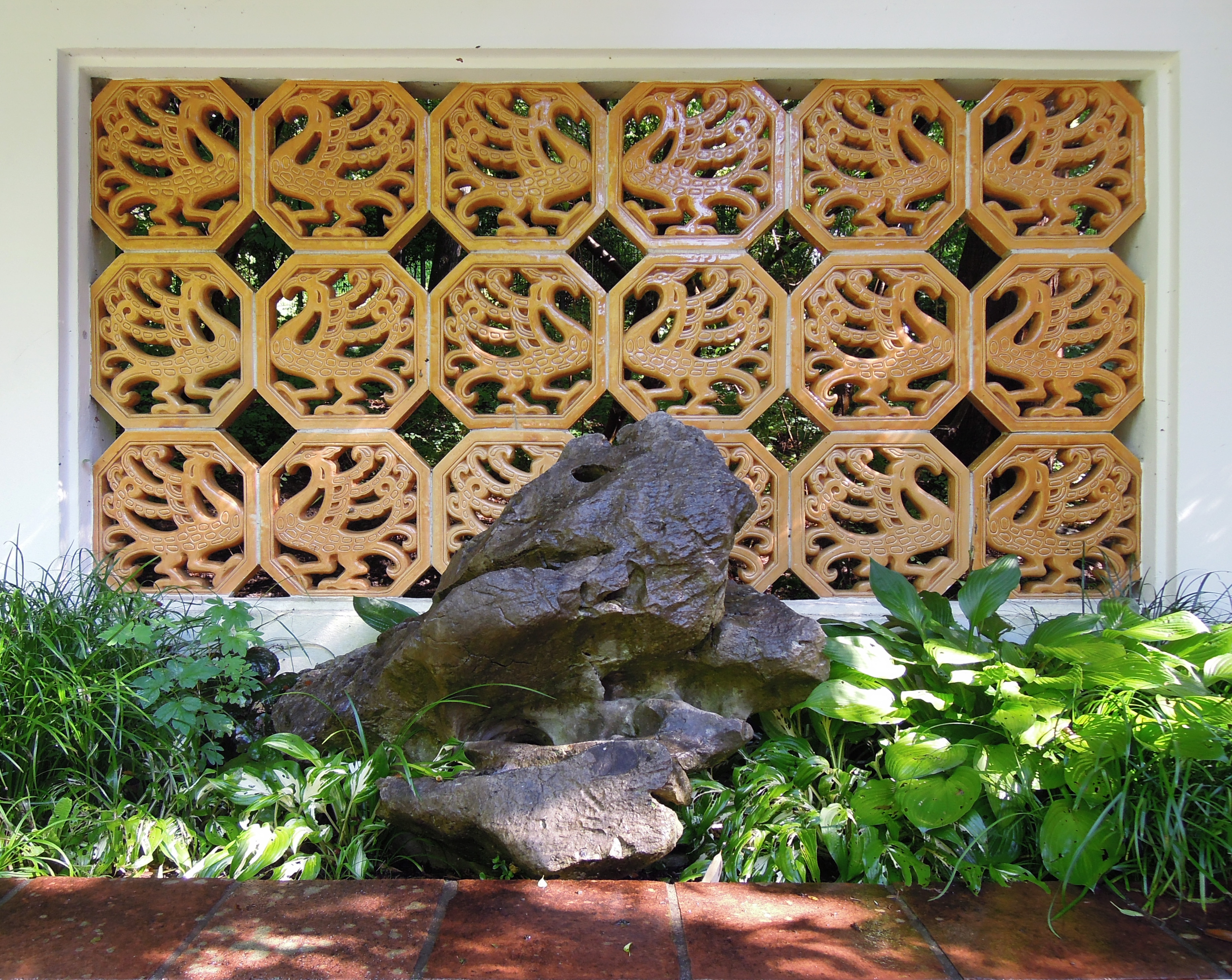
Taihu-Stein im Chinesischen Garten im Münchner Westpark, einer Anlage kantonesischer Gärtner für die Internationale Gartenbauausstellung 1983